# Weinbau in New Hampshire
Weinbau in New Hampshire bezeichnet den Anbau von Wein in dem US-amerikanischen Bundesstaat. Gemäß Gesetz ist jeder Bundesstaat und jedes County eine geschützte Herkunftsbezeichnung und braucht nicht durch das Bureau of Alcohol, Tobacco, Firearms and Explosives als solche anerkannt zu werden.
Vier Weingüter bewirtschaften die Rebflächen, die so genannten American Viticultural Areas. Damit verfügt New Hampshire über eine der kleinsten Rebflächen der Vereinigten Staaten. Mit dem Weinbau wurde 1994 in den Weingütern Jewell Towne Vineyards und Flag Hill Winery begonnen.
Aufgrund des sehr kühlen Klimas in New Hampshire gibt es einen bedeutenden Anteil von französischen Hybridreben (z. B. Chambourcin, Chancellor) sowie autochthonen Abkömmlingen amerikanischer Wildreben.